# Run Through the Jungle
«Run Through the Jungle» es una canción de rock grabada por la banda Creedence Clearwater Revival en California .

## Historia
La canción fue escrita por el cantante, guitarrista y compositor de Creedence, John Fogerty. Fue incluido en su álbum de 1970 "Cosmo's Factory", el quinto álbum del grupo. El título y la letra de la canción, así como el año en que se lanzó (1970), han llevado a muchos a asumir que la canción trata sobre la Guerra de Vietnam. El hecho de que las canciones anteriores de Creedence Clearwater Revival como "Fortunate Son" y fueran protestas contra la Guerra de Vietnam se agregó a esta creencia.
Sin embargo, en una entrevista de 2016, Fogerty explicó que la canción trata sobre la proliferación de armas en los Estados Unidos.

De lo que quería hablar era del control de armas y la proliferación de armas ... Recuerdo haber leído en esa época que había una pistola para cada hombre, mujer y niño en Estados Unidos, lo que me pareció asombroso. Entonces, en alguna parte de la canción, creo que dije, '200 millones de armas están cargadas'. No es que nadie más tenga la respuesta, pero yo no tenía la respuesta a la pregunta; Solo tenía la pregunta. Simplemente pensé que era inquietante que nuestros ciudadanos fueran a una jungla tan solo para caminar por nuestro propio país y al menos tener que ser conscientes de que hay tantas armas de propiedad privada de algunos responsables y de tal vez muchas personas irresponsables.

La apertura y el cierre de la canción presentaban efectos de sonido de jungla, que según el bajista de la banda Stu Cook, se usaron guitarras y piano grabados al revés. La parte de armónica en la canción fue interpretada por John Fogerty. La canción también era la canción CCR favorita de Tom Fogerty: "Mi canción favorita de Creedence de todos los tiempos fue 'Run Through the Jungle' ... Es como una pequeña película en sí misma con todos los efectos de sonido. Nunca cambia de tono, pero mantiene tu interés todo el tiempo. Es como el sueño de un músico. Nunca cambia de tono, pero tienes la ilusión de que sí ".
La canción fue lanzada como la otra cara de un single de  double sided, junto con "Up Around the Bend", que fue lanzado en abril de 1970. Contado como una entrada en la lista por la metodología de la lista de  Billboard, el sencillo alcanzó el número cuatro en la  Lista de Pop Singles (el sexto sencillo de la banda en alcanzar los diez primeros) , y finalmente fue certificado oro por la RIAA, por ventas de más de un millón de copias.

## Controversia
La canción fue posteriormente objeto de controversia cuando Saul Zaentz, el jefe del sello discográfico de CCR, Fantasy Records, que posee los derechos de distribución y publicación de la música de Creedence Clearwater Revival, presentó una serie de demandas contra John Fogerty, incluida la afirmación de que la música de la canción de Fogerty de 1984 "The Old Man Down the Road" era demasiado similar a "Run Through the Jungle". Zaentz ganó algunas de sus demandas contra Fogerty, pero perdió en el tema de los derechos de autor ("Fantasy, Inc. v. Fogerty"). El juez determinó que un artista no se puede plagiar a sí mismo. Después de ganar el caso, Fogerty demandó a Zaentz por el costo de defenderse contra el reclamo por infracción de derechos de autor. En tales casos (de derechos de autor), los acusados prevalecientes que buscaban una recompensa estaban obligados a demostrar que la demanda original era frívola o hecha de mala fe.
 Fogerty v. Fantasy, Inc.  se convirtió en precedente cuando el Tribunal Supremo de los Estados Unidos (1993) revocó fallos de tribunales inferiores y otorgó honorarios de abogados a Fogerty, sin que Fogerty tuviera que demostrar que la demanda original de Zaentz era frívola.

## En la cultura popular
"Run Through the Jungle" ha aparecido en películas como   Air America  (1990),   My Girl  (1991),   Rudy   (1993),  El gran Lebowski  (1998),  Radio Arrow  (1998),  Tropic Thunder  (2008) ,  The Sapphires  (2012),  Kong: Skull Island  (2017), Triple Frontier (2019) y Jungle Cruise (2021).